# Matchless Model H Flat Twin
Het Matchless Model H Flat Twin was een prototype van een motorfiets dat het Britse merk Matchless in 1916 presenteerde. Het kwam nooit in productie.

## Voorgeschiedenis
Matchless was in 1878 opgericht als rijwielfabriek door Henry Herbert Collier. In 1899 begon Collier te experimenteren met clip-on motoren van De Dion, die hij eerst boven het voorwiel, later onder het zadel en uiteindelijk bij de trapperas monteerde. In de loop van de jaren nul werd een flink aantal motorfietsmodellen gebouwd, altijd met inbouwmotoren van andere bedrijven, zoals MMC, MAG, Antoine, White & Poppe en vooral JAP. Collier's zoons Harry (1884) en Charlie (1885) kwamen al op jonge leeftijd in het bedrijf en zorgden voor veel reclame in de motorsport. Zij waren de mede-initiatiefnemers van de Isle of Man TT, die ze beiden (Charlie 2x en Harry 1x) wisten te winnen met motorfietsen uit het eigen bedrijf. Rond 1909 waren ze ook al betrokken bij de ontwikkeling van nieuwe modellen, waaronder hun eigen racemotoren. In 1912 ontwikkelden de broers al hun eigen motorblokken voor de lichtere klassen. De zwaardere machines die vooral als zijspantrekkers bedoeld waren, kregen 770cc-zijklep-V-twins die ingekocht werden bij John A. Prestwich in Tottenham en het Model 8B uit 1914 had een Zwitserse MAG-V-twin. 

## Model H Flat Twin
Tijdens de Eerste Wereldoorlog kregen slechts enkele Britse bedrijven opdracht om legermotorfietsen te leveren voor de Britse, Russische, Franse en Belgische legers. Matchless hoorde daar niet bij, maar moest de motorfietsproductie staken om plaats te maken voor de productie van munitie en vliegtuigonderdelen. Charlie en Harry Collier zaten echter niet stil. Ze hadden vlak voor de oorlog net het Model 8B gebouwd, dat al voorzien was van een aantal technische nieuwigheden zoals een versnellingsbak en kettingaandrijving. Daarnaast hadden ze een 1000cc-racer voor het Brooklands Circuit en een 500cc-racer voor de TT van Man van 1915 (die niet doorging vanwege de oorlog) gebouwd. Na het uitbreken van de oorlog stond hun creativiteit niet stil en ze gebruikten hun tijd om in eigen beheer een zwaar motorblok voor een zijspantrekker te bouwen. Het werd een tweecilinderboxermotor, die mogelijk was geïnspireerd door de Douglas 3½ HP-modellen. Ook dat waren dwarsgeplaatste boxers die al wet-sump smering met een oliepomp hadden.
Eind 1916 presenteerden ze de machine. De motor was - hoewel nog een zijklepper -  bijzonder modern. Afgezien van de druksmering had ze een in het motorblok geïntegreerde versnellingsbak met drie versnellingen die wel door een primaire ketting werd aangedreven. Ook de aandrijving van het achterwiel geschiedde door een ketting (Douglas gebruikte hier nog steeds riemaandrijving zonder versnellingsbak). Op de linkerkant van de krukas zat een 30cm-groot buitenliggend vliegwiel. De cilinders konden worden verwijderd zonder het blok uit te bouwen en de zuigers waren van aluminium. Dat was indertijd nog een grote zeldzaamheid en mogelijk te danken aan het feit dat de oorlogsproductie van Matchless deels uit vliegtuigonderdelen bestond. De machine had al een soort van plunjervering achter, een systeem dat veertig jaar later pas door zou breken. Het zijspan was op vele plaatsen afgeveerd. Allereerst had het zijspanwiel zijn eigen schroefveer, maar ook tussen het zijspanchassis en de carrosserie zaten een aantal schroefveren, zodat de rit voor de passagier zeer comfortabel zou zijn. De racers van Matchless hadden al vaker torpedovormige tanks gehad, die was bevestigd aan de bovenste van twee horizontale framebuizen (zoals een flattank). Ook het Model H Flat Twin had een torpedovormige tank, maar deze was zo stevig geconstrueerd dat hij beide framebuizen verving. Wat vreemd was de hoge plaatsing van de AMAC-carburateur, boven het distributiecarter waarin de kleppen, de oliepomp en de ontstekingsmagneet werden aangedreven. Dat vereiste twee zeer lange spruitstukken, een probleem dat Douglas had opgelost door het distributiegedeelte boven de carburateur te bouwen. 

## Niet in productie
Het blad "the Motorcycle" testte de machine en kwam tot de conclusie dat ze veel vermogen ontwikkelde, goed accelereerde en weinig trilde, maar dat de motor wel erg veel lawaai produceerde. Matchless adverteerde met de machine, die na het einde van de Eerste Wereldoorlog te koop zou zijn, maar halverwege 1917 meldden de gebroeders Collier dat een zijspantrekker een zwaardere motor nodig had. Dat was begrijpelijk omdat het Model 8B al een 7pk-sterke MAG-kop/zijklepmotor had. Dat resulteerde in 1918 in het Matchless War Model, de voorloper van het Matchless Model H met 1.000cc-JAP-zijklepmotor. Zo bleef het Model H Flat Twin bij een prototype. 